# Атій (персонаж Енеїди)

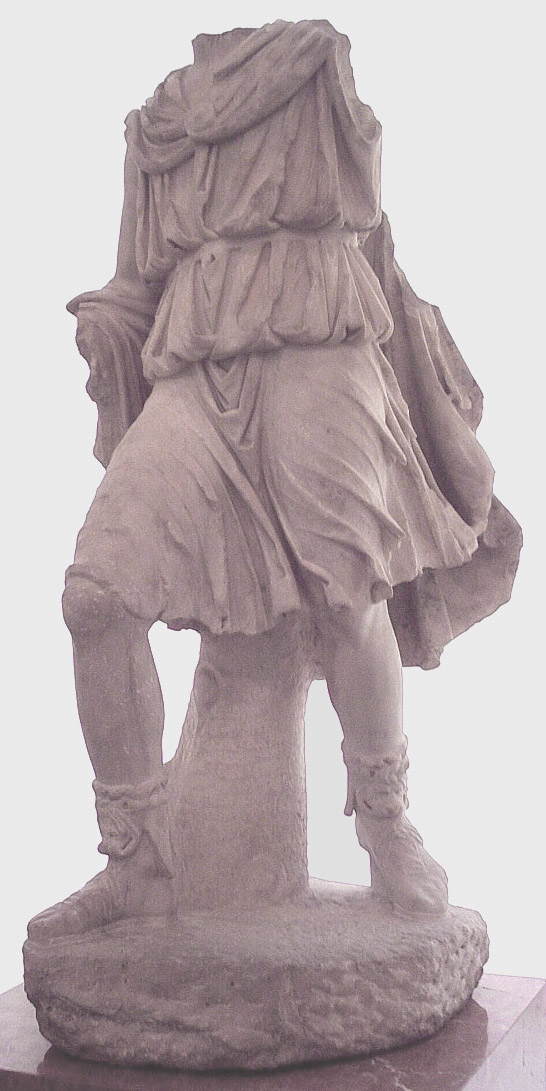
Антична статуя Асканія з Августи Емеріти

Атій (Аттіс, Атис; лат. Atys) — персонаж поеми Вергілія «Енеїда». Товариш Асканія та пращур римського плебейського роду Атіїв, з якого походила Атія — мати імператора Октавіана Августа.

## Атій в «Енеїді»
Атій згадується у поемі лише раз, під час розповіді, у п'ятій главі, про Троянські ігри — змагання підлітків-вершників. Він зображений ватажком другої з трьох турм, поряд з Асканієм та Пріамом, сином Політа. Атій названий товаришем Асканія та пращуром роду Атіїв. Всі троянські юнаки на іграх носили золоті прикраси — вінець на голові та торквес на шиї, озброєні вони були двома обкованими залізом списами.
Другий — це Атій, від нього рід Атіїв став у латинян;

Атій, хлопчина малий, був хлопчині Іулові любий.Оригінальний текст (лат.)
alter Atys, genus unde Atii duxere Latini,

parvus Atys pueroque puer dilectus Iulo.

## Оцінки вчених
Німецький дослідник Конрад Трібер вважав, що Атій був включений до поеми, щоб підвищити престиж плебейського роду Атіїв, з якого походила Атія Бальба — мати імператора Октавіана Августа. Іншим прикладом такого прославлення, було включення Атіса Сільвія до списку царів Альба-Лонги. Легендарні предки Атіїв могли бути створені придворними поетами у відповідь на пропаганду Марка Антонія, який висміював незнатність родичів Октавіана Августа з боку матері. Як зазначав історик Александр Грандаззі, Вергілій не міг включити в поему альбанського царя через хронологічну невідповідність, тому Атій зображений як товариш Асканія. На думку антикознавця Руурда Наути, Вергілій міг взяти історію про походження роду Атіїв з книги «De familiis Troianis» Варрона та Гігіна.
Дослідник Луїс Фельдман розглядаючи образ Асканія в Енеїді вказав, що під час доросління хлопчик повинен був заводити друзів. Тому Вергілій для реалістичності ввів образ дитячого товариша Асканія. Також Луїс Фельдман зазначав, що персонаж Атія потрібен був Вергілію, щоб показати відмінність у долі двох троянських царевичів — Астіанакта та Асканія. Якщо сина Гектора друзі зрадили, то Асканій був оточений вірними товаришами, такими як Атій та Евріал. На думку антикознавця Чарльза Кнаппа, товариські стосунки Атія та Асканія повинні були символізувати близькості родів Юліїв та Атіїв. Вчений Майкл Путнем вважав, що стосунки Атія та Асканія мали еротичний характер, що Вергілій підкреслював, наступним одразу, описом сина Енея — «Найкрасивіший на вигляд Іул» (лат. forma… ante omnis pulcher Iulus). Дослідник вважав, що образ Атія пов'язаний з фрігійським божеством Аттісом, а через нього і з Ганімедом — коханцем Зевса. Руурд Наута більш докладно розглянув зв'язок Атія з Аттісом, котрий був улюбленцем матері богів Кібели. Дослідник зазначив на подібність імені троянського хлопця, з іменем сина останнього лідійського царя Креза та іменем галла з Грецької антології, який подорожував з Фригії до Лідії. Також Руурд Наута намагався ототожнити золоті торквеси троянських юнаків з прикрасами галлів, але дійшов висновку, що вони не мають нічого між собою спільного. І що торквеси зображені у Вергілія, це просто військова нагорода якою римляни нагороджували солдат за надзвичайну доблесть і яка є ознакою впливу на римлян східної культури.
Дослідниця Анна Роджерсон вказувала, що хлопчини (лат. parvus) Атій та Пріам, син Політа потрібні Вергілію, щоб показати зв'язок між героями Троянського циклу та римлянами, які вважали себе їх нащадками. На цю їх роль показує епізод, коли, під час вітання вершників, троянці помітили у юнаків риси обличчя їх предків. Як і їх товариш Асканій, троянські юнаки стають предками римських та італійських родів, таким чином пов'язуючи Трою з Італією і становлячись символом змішаного походження самих римлян.

### Коментар
1. ↑  Переклад Михайла Білика.
2. ↑  Галли — оскоплені жерці Кібели.